# Johannesörtssläktet
Johannesörtssläktet (Hypericum) är ett växtsläkte i familjen johannesörtsväxter med cirka 400 arter spridda över nästan hela världen.
Släktet består av träd, buskar och örter, såväl ett- som fleråriga. Bladen är motsatta och vanligen enkla. Blommorna sitter ensamma eller i toppställda knippen eller vippor. Foderbladen är fem, mer sällan fyra. kronbladen är fem, ibland fyra. Ståndarna sitter i buntar, fria eller förenade på olika sätt. Fruktämnet är ett- till femrummigt.
Den art som används medicinskt är Äkta johannesört (H. perforatum).